# Бенедикт VI
Бенедикт VI або Венедикт VI (лат. Benedictus; ? — червень 974, Рим, Папська держава) — сто тридцять четвертий папа Римський (19 січня 973 — червень 974), за походженням римлянин, син Гільдебранда. Був обраний папою за протекцією імператора Священної Римської імперії Оттона I Великого. Підтвердив привілеї деяким монастирям і храмам. Після смерті імператора римляни ув'язнили папу в Замку Сант-Анджело. Через деякий час за наказом Кресцентія I Бенедикта VI було задушено, щоб запобігти його визволенню посланцем імператора Оттона II.